# Fuji (Delfin)
Fuji (jap. フジ, * 1970; † 1. November 2014) war der Name eines weiblichen Delfins des Okinawa-Churaumi-Aquariums, welcher im Jahr 2004 als erster seiner Art eine künstliche Schwanzflosse erhielt. 
Durch einen ungeklärten Unfall 2 Jahre zuvor (2002), welcher eine Nekrose auslöste, verlor der Tümmler 75 % der Schwanzflosse. Im Churaumi-Aquarium von Okinawa wurde er wieder aufgepäppelt und erhielt einen Ersatz für seinen verlorenen Körperteil. Der Ersatz besteht aus Silikonkautschuk, 2,2 kg schwer, 70 cm breit und 25 cm lang.
Die künstliche Flosse verursachte Kosten in Höhe von etwa zehn Millionen Yen (80.000 Euro, Stand: Januar 2003) und wurde vom Reifenhersteller Bridgestone kostenlos zur Verfügung gestellt.
Fuji starb im Jahr 2014 an einem Leberschaden.

## Einzelnachweis
1. ↑  news.discovery.com, Fuji, the First Dolphin with a Prosthetic Fin, Dies, abgerufen am 1. Januar 2016.

## Weblink
- Website von Bridgestone zum Thema (japanisch)